# Moranopteris × bradei
Moranopteris × bradei là một loài dương xỉ trong họ Polypodiaceae. Loài này được Labiak & Matos, Fernando Bittencourt R.Y. Hirai & J. Prado mô tả khoa học đầu tiên năm 2011.